# Obroszyn (stacja kolejowa)
Obroszyn (ukr. Оброшин, ros. Оброшин) – stacja kolejowa w miejscowości Obroszyn, w rejonie lwowskim, w obwodzie lwowskim, na Ukrainie.
Przed II wojną światową istniał w tym miejscu przystanek kolejowy.